# هيثم عبد السلام العبيدي
هيثم عبد السلام محمد وادي العبيدي، أستاذ جامعي وكاتب عراقي حاصل على شهادة الدكتوراه سنة 2001 من كلية العلوم الإسلامية في الجامعة العراقية.

## الولادة والسيرة
ولد هيثم عبد السلام في محلة الشيوخ من حي الأعظمية في مدينة بغداد في 5 أيار 1970، وبعد اكماله لدراسته الأولية والثانوية في مدارس بغداد عام 1987، التحق بكلية العلوم الإسلامية في الجامعة العراقية، وحصل على شهادة بكالوريوس في الفقه الإسلامي عام 1991، وحصل على شهادة ماجستير في عام 1997، والدكتوراه عام 2001 من نفس الكلية.
عين مدرساً بعد تخرجهِ في كلية العلوم الإسلامية عام 1998، ثم حصل على لقب الاستاذ عام 2012، ودرس مختلف العلوم الإسلامية ومنها فقه الحديث، وآيات الأحكام الشرعية، وفقه المعاملات، وفقه العبادات، والفقه المعاصر، ومقاصد الشريعة لمختلف المراحل في الجامعة العراقية.
أشرف على العديد من رسائل الماجستير لطلبة الدراسات العليا، وأشترك في الكثير من المؤتمرات العلمية.

## المؤلفات
لهُ العديد من البحوث المنشورة في الصحف والمجلات وألف عدد من المؤلفات والبحوث العلمية ومنها:
- الرد على المتعصب العنيد المانع من ذم يزيد (تحقيق) - ابن الجوزي البغدادي - دار الكتب العلمية - بيروت 2005.
- مفهوم الأرهاب في الشريعة الإسلامية - دار الكتب العلمية - بيروت 2005.[2]
- أبو قلابة فقيهاً - دار الكتب العلمية - بيروت 2005.[3]
- أمثال العوام في مدينة دار السلام (تحقيق) - محمود شكري الآلوسي - دار الشؤون الثقافية - الطبعة الأولى 2009، الطبعة الثانية 2013.
- تاريخ الفقه العراقي - مطبعة ديوان الوقف السني 2010.
- انفرادات أبي زهرة في تفسيرهِ زهرة التفاسير - مطبعة ديوان الوقف السني 2011.[4]
- كتب الفتاوى وأثرها في الفقه الإسلامي - مطبعة ديوان الوقف السني - 2012.
- كتب وشخصيات - مطبعة ديوان الوقف السني - 2017.
- أعظميات - مكتبة شمس الأندلس - بغداد 2017.[5]
- الفقهاء في كتب الأدب العربي - مكتبة شمس الأندلس - بغداد 2019.
- فقه الحج والعمرة بصورة الجداول - مخطوط غير منشور.